# Gemmula fenestrata
Gemmula fenestrata é uma espécie de gastrópode do gênero Gemmula, pertencente a família Turridae.